# Вайдаг болотяний
Вайда́г болотяний (Euplectes hartlaubi) — вид горобцеподібних птахів ткачикових (Ploceidae). Мешкає в Центральній Африці. Вид названий на честь німецького орнітолога Карла Хартлауба.

## Підвиди
Виділяють два підвиди:
- E. h. humeralis (Sharpe, 1901) — від Нігерії і Камеруну до Уганди і західної Кенії;
- E. h. hartlaubi (Barboza du Bocage, 1878) — Ангола, південь ДР Конго, північна Замбія і західна Танзанія.

## Поширення і екологія
Болотяні вайдаги мешкають в Камеруні, Нігерії, Габоні, Республіці Конго, Демократичній Республіці Конго, Уганді, Кенії, Танзанії, Анголі і Замбії. Вони живуть на болотах, на вологих, заболочених і заплавинах луках та на полях. Живляться насінням трави, комахами, зокрема кониками, дрібними плодами і ягодами. Сезон розмноження в ДР Конго триває з січня по березень, в Замбії з грудня по лютий. Болотяним вайдагам притаманна полігінія, коли на одного самця припадає кілька самиць. Гніздо має кулеподібну форму з бічним входом, робиться з трави, розміщується в густій траві, на висоті до 20 см над землею. В кладці від 1 до 3 яєць.